# Emmanouíl Pappás (Serrès)
Emmanouíl Pappás, en grec moderne : Εμμανουήλ Παππάς, localement appelé Douvísta (Ντουβίστα), est un village du dème d'Emmanouíl Pappás, district régional de Serrès, en Macédoine-Centrale, Grèce.
Selon le recensement de 2011, la population du village compte 601 habitants.
Le village est nommé en l'honneur du général de la révolution de 1821, Emmanouíl Pappás, qui a sacrifié sa vie, sa famille et ses biens pour la lutte pour l'indépendance. Le village est situé au pied du mont Meníkio (en) et présente une architecture macédonienne traditionnelle avec des rues étroites pittoresques et des maisons traditionnelles. Parmi les curiosités, une place particulière est occupée par le bâtiment du Scholarchío (institution éducative de la communauté grecque orthodoxe), construit en 1906 et récemment restauré, l'église d'Agíos Athanasíos avec sa magnifique iconostase unique en bois sculpté, construite en 1805 sur les fondations d'une église antérieure, les nombreuses chapelles du village sur les collines environnantes et la beauté unique des chevaux sauvages de Meníkio. 
La localité fait partie de l'aire linguistique des Darnakochória. 